# Abraham Isaac Kook
Pour les articles homonymes, voir Kook.
Abraham Isaac haCohen Kook, né à Grīva, aujourd'hui en Lettonie, le 8 septembre 1865 et mort à Jérusalem le 1er septembre 1935, fut le premier grand-rabbin ashkénaze en Terre d'Israël à l’époque du mandat britannique, il fut un décisionnaire en droit talmudique (halakha), un kabbaliste et un penseur.

## Biographie
Le Rav Kook a servi comme rabbin en Lettonie. En 1904, à l’époque de la seconde Alya, il émigre en Terre d’Israël, alors province ottomane, où il a été appelé pour être rabbin de Jaffa et des établissements agricoles environnants. Il développe une doctrine favorable au Nouveau Yishuv et au sionisme fondée sur la Kabbale. Après la Première Guerre mondiale, il est nommé rabbin ashkénaze de Jérusalem. Il fonde le grand-rabbinat d’Israël, à la tête duquel il siège comme premier grand-rabbin ashkénaze. Il fonde également la yéchiva Merkaz haRav. Il est considéré comme l’un des pères du sionisme religieux. Ses décisions halakhiques, notamment concernant les questions politiques et les commandements liés à la Terre, sont une source jurisprudentielle reconnue. Il est la principale référence religieuse et philosophique des courants religieux nationalistes israéliens contemporains. Son fils et successeur à la tête de la yéchiva, le Rav Zvi Yehouda Kook, fut également une figure éminente du sionisme religieux, notamment après la guerre de 1967 à partir de laquelle il inspira le mouvement de retour en Judée et en Samarie.

### Enfance et jeunesse
Son père était un rabbin mitnaged, opposant du hassidisme ; sa mère, elle, appartenait à la mouvance hassidique, étant issue d'une famille proche des hassidim de Loubavitch.
Il suit le parcours traditionnel éducatif des jeunes juifs orthodoxes de son époque. Il a d'abord étudié avec son père, puis à 13 ans, après sa bar mitsva, il étudie avec d'autres maîtres dans les environs de sa ville de naissance. Né dans le milieu des gens qui étudient la Torah, il est au cœur de la tradition juive de l'Europe de l'Est.
Devenu adolescent, le jeune Kook étudie avec le Rav Reuven haLevi Rivlin qui était le rabbin de Dvinsk, ville assez importante qui avait un siège rabbinique prestigieux. Ce rabbin de Dvinsk a laissé une œuvre halakhique importante.
Abraham Isaac Kook étudie donc le Talmud avec les meilleurs maîtres ; très jeune il est reconnu comme un étudiant exceptionnel, un 'ilouy, par ses capacités de concentration, de mémoire et de compréhension hors du commun. Ce qui n'échappe pas au rav Ye'hiyel Michael Halevi Epstein lorsqu'il le rencontre et s'entretient avec lui ;  Kook n'avait pas encore 20 ans et quelque temps après sa rencontre avec le Rav Epstein, à l'occasion de la fête de Pourim, il reçoit de lui une lettre d'ordination rabbinique sans l'avoir sollicitée. Le Rav Epstein était une des grandes autorités de l'époque. Il est toujours célèbre et étudié ; il est l'auteur de Âroukh haShoulḥan, ouvrage monumental de droit juif qui détaille même les lois qui ne s'appliqueront qu'à l'époque messianique (Temple, sacrifices, roi).
Vers 1884, Abraham Isaac Kook rencontre le Rav Eliyahou David Rabinovitch Teomim (dit « le Aderet »), grande autorité talmudique de l'époque, rabbin de Ponievitch qui deviendra grand-rabbin ashkénaze de Jérusalem, rabbinat le plus prestigieux. Le Rav Rabinovitch reconnaît lui aussi un être exceptionnel dans le futur Rav Kook et voulant le garder auprès de lui pour en faire son héritier spirituel, il le fiance à sa fille selon le mode traditionnel de succession dans le milieu rabbinique.
Après les fiançailles, Abraham Isaac Kook part étudier pendant un an et demi à la prestigieuse yeshiva de Volozhin. C'était le centre le plus important et le plus fameux d'étude en Europe ; de là sortaient les plus grands rabbins et les plus grands érudits. La yeshiva de Volozhin est la mère de toutes les yeshivoth qui presque toutes jusqu'à aujourd'hui, ont été fondées par les élèves de Volozhin et les élèves de leurs élèves. Cet établissement a été lui-même fondé au début du XIXe siècle par rabbi Haim de Volozhin qui était le disciple principal du Gaon de Vilna (1720-1797), figure centrale du monde juif au XVIIIe siècle. Le Gaon avait pris deux décisions fondamentales : 1 il a engagé son disciple rabbi Haïm à fonder la première Yeshiva avec internat, ce qui a permis de rassembler en un même lieu les jeunes les plus brillants et former un nouveau leadership rabbinique ; 2 il a déterminé que l'heure du retour au pays était arrivée, car la rédemption doit commencer par des voies naturelles ; lui-même a voulu monter en Palestine (en 1760 ou 1782) mais n'y a pas réussi. Il a alors organisé un groupe de parents et de disciples qui est parti à Jérusalem et en Galilée pour constituer une communauté et il a créé en Russie tsariste (ennemie de l’Empire ottoman) une société secrète pour financer l'établissement et l’entretien de cette communauté. (C'est le début du mouvement de retour. Parallèlement, chez les hassidim, on retrouve la même volonté de retour à cette époque. De ce fait la population juive a beaucoup augmenté en Palestine et dès 1860, il y a à Jérusalem une majorité de Juifs. C'est en faveur de ce premier établissement que se déploiera l'action de mécènes tels que Moïse Montefiore, banquier de Londres, qui après un voyage en Palestine ottomane donne des fonds pour la fondation du premier quartier en dehors des murs de Jérusalem. A la génération suivante, ce sera Rothschild qui financera la fondation des premiers villages agricoles. C'est ce début d'infrastructure qui a permis et facilité l’arrivée des pionniers laïques à partir de 1880.)
Abraham Isaac Kook étudie donc à la yeshiva de Volozhin, dirigée par le Rav Naphtali Tsvi Yehuda Berlin (dit « le Natsiv »). Figure centrale du judaïsme non hassidique de l'époque, il aura des centaines de disciples et son commentaire du Pentateuque est encore étudié aujourd'hui dans tous les courants du judaïsme. Le Natsiv a été directement impliqué dans les débuts du sionisme. (On sait  que Theodor Herzl est le fondateur du « sionisme politique » à l'origine de la création de l’État d'Israël. Son action avait été préparée par plusieurs mouvements dont l'association « les Amants de Sion ». Le Natsiv a un temps été associé à la direction de cette association laïque, ce qui a fait scandale dans le monde religieux. De la même manière, une grande partie du monde de la Torah s’opposera au Rav Kook sur la question du sionisme.) Abraham Isaac Kook a reconnu dans le Natsiv son maître principal. Il termine ses études et se marie en 1886. Il habite alors chez son beau-père qui le nourrit comme c'est la tradition en Europe de l'Est pour un gendre qui étudie. En 1888, le couple a une fille.
Le monde juif de l'Europe de l'Est, au niveau intellectuel, est ouvert à toutes les idées nouvelles car il y a une presse en hébreu et en yiddish dans toute l'Europe ; toutes les tendances y sont représentées, entre autres celle de la Haskala (les Lumières) née à Berlin, qui veut apporter les lumières modernes en hébreu au peuple juif et mène une politique d'assimilation aux nations environnantes (juif à la maison, citoyen au dehors). À la fin du XIXe siècle, la vie intellectuelle des Juifs est intense ; parlant le yiddish, ils ont accès à l'allemand, langue de la culture et du savoir ; ils ont donc un accès facile à toute la culture européenne et aux idées nouvelles. Le Rav Kook, issu de l'univers talmudique le plus traditionnel, est confronté à tout ce savoir moderne et il est l’un des premiers à avoir entrepris de penser la modernité à la lumière des sources traditionnelles. Il vit à une période critique : il appartient à la génération qui voit l'abandon de la tradition des ancêtres par une majorité de Juifs et le début de l'assimilation de masse. Il ne souhaite pas devenir rabbin car il veut mener une lutte idéologique et intellectuelle en écrivant des livres. Mais le Hafets Haim, grande figure de la résistance à l'assimilation et à l'abandon de la religion, en décida autrement. On raconte qu’ayant rencontré le jeune Kook chez son beau-père, il lui dit : « Je vais te demander quelque chose et tu vas me promettre de me répondre oui » ; ayant obtenu l’assentiment du jeune homme, il ajouta : « Tu dois devenir rabbin ».

### Période de Zaumel et de Boysk
À partir de 1888, le Rav Kook devient donc rabbin de Zaumel, petit bourg de Lituanie. C'est à cette période qu'il étudie avec l'un des plus grands kabbalistes de la génération, le Rav Schlomo Eliachiv, auteur du Léchem, héritier direct de la chaine de transmission du Gaon de Vilna et grand-père du chef actuel du judaïsme de la tendance ultra-orthodoxe lituanienne.

En 1889, le Rav Kook perd sa femme alors que sa fille a un an et demi. Dès la fin de la période de deuil, son beau-père lui donne sa nièce, fille de son frère jumeau, pour seconde épouse. En 1891, naît son fils Tsvi Yehuda, qui sera son élève et son héritier spirituel, et qui sera à l'origine du rayonnement futur du Rav Kook. Tsvi Yehuda deviendra le chef de la petite yeshiva que son père fondera en Israël. Le Rav Kook n'a eu de son vivant que trois disciples, et sa pensée est restée relativement confidentielle jusqu'à la guerre des Six Jours. Cette victoire a engendré une grande espérance messianique et une génération a réalisé que le rav Kook avait vu juste ; il est devenu alors la référence centrale du sionisme religieux.

En 1891, il publie son premier livre (חבש פאר) sur les phylactères et voyage pour faire connaître son ouvrage.

En 1895, il est choisi pour devenir rabbin de Boysk, ville de la banlieue de Dvinsk.

En 1899, lui naît une seconde fille.

Vers 1900, il commence à publier des articles dans une publication rabbinique (le הפלס). Il rédige la plus grande partie de ses commentaires sur les haggadot du Talmud  (עין איה) et l'ouvrage Midbar Shor (מדבר שור) recueil de ses homélies. Il écrit surtout l'ouvrage LiNevukhei haDor (Aux égarés de la génération, לנבוכי הדור), qui se veut un nouveau Guide des Égarés. Dans ce texte, le rav Kook se confronte à toutes les objections de la modernité contre la Torah (critique biblique, évolutionnisme, autres religions, morale humaniste, signification des Commandements, relation entre Israël et les Nations). Il n'a publié aucun de ces trois textes, qui n'étaient étudiés que de façon très confidentielle dans sa yeshiva. Ils ne seront publiés que plusieurs dizaines d’années plus tard, et pour le dernier au début du XXIe siècle seulement, et dans une version expurgée, tant il demeure révolutionnaire et dérangeant aux yeux de certaines autorités rabbiniques.

### Période de Jaffa (1904 - 1913)
Le Rav Kook peut enfin réaliser son rêve et monter en Terre Sainte car la communauté juive de Jaffa l'appelle comme rabbin.

En effet, les juifs de Jaffa ont lu certains des articles du Rav et ont reconnu en lui un rabbin qui répondait à leurs aspirations. La ville de Boysk essaie en vain de le retenir en lui proposant d'augmenter son salaire et de payer toutes ses dettes.

À l'époque, Jaffa est la capitale des nouveaux établissements juifs de Palestine et le Rav Kook y arrive avant même la naissance de Tel-Aviv qui sera une extension de Jaffa.

La petite ville est alors la porte d'entrée de la Terre Sainte et la capitale de l'ensemble des nouveaux villages agricoles juifs qui ont commencé à se développer depuis 1880 ; le titre officiel du Rav est d'ailleurs celui de « grand-rabbin de Jaffa et des villages agricoles environnants ».
Cette période est particulièrement féconde pour la pensée du Rav ; il écrit alors une grande partie des textes qui lui serviront de matière première pour les œuvres principales qu'il publiera plus tard.

Il soutient de manière critique l'école Téchakmouni qui associe et combine l'étude traditionnelle de la Torah et l'étude des matières profanes, et cela malgré l'opposition des rabbins traditionnels de Jérusalem.

Mais dans le même temps, le Rav Kook soutient aussi les écoles traditionnelles de Jérusalem qui ne donnent aucune place aux études profanes.
Le Rav établit des liens avec les leaders ouvriers et il soutient l'implantation agricole. Ainsi, il soutient et fait la promotion très active des cédrats, l'une des 4 espèces végétales nécessaires pour le Loulav. Depuis des siècles, les Juifs d'Europe et de Russie se fournissaient en cédrats en Sicile et à Corfou ; or ces cédrats étaient hybridés avec des citrons, ce qui n'est pas permis a priori pour la cacheroute. Le Rav Kook fait campagne pour les cédrats du pays ; il vante leur cacherout et souligne que les acheter est une forme de soutien à l'agriculture juive.
Le Rav Kook mène aussi une polémique très virulente contre certains rabbins de Jérusalem au sujet de l'année sabbatique (laisser la terre en jachère pendant une année tous les sept ans). Le rav défend la prorogation de l'autorisation d'utiliser la fiction juridique de vendre la terre pendant une année instaurée par les autorités halakhiques de la génération précédente, afin d’éviter l'effondrement de l'agriculture.

Le Rav mène également une polémique au sujet de l'huile de sésame, toujours dans le but d'apporter son soutien à l'agriculture et de permettre aux plus pauvres d'acheter une huile moins chère que l'huile d'olive pour Pessah.
Traditionnellement les ashkénazes ne consomment pas de sésame à Pessah ; le Rav démontre que ce décret rabbinique ne s'applique pas à l'huile de sésame car à l'époque où il a été édicté, l'huile de sésame n'existait pas. Là encore il est en désaccord avec les rabbins de Jérusalem.

Ces polémiques cachent une opposition plus fondamentale : les rabbins de Jérusalem sont contre l'activisme sioniste; ils ne sont pas pour un retour massif des Juifs en Palestine et se contenteraient de l'existence d'une petite communauté tout entière vouée à l'étude et à la prière et recevant des subsides de l'extérieur.

L'opposition entre le Rav Kook et les rabbins de Jérusalem a donné lieu à de nombreux échanges épistolaires et les rapports se sont si bien envenimés que le Rav Kook a pris une décision aussi rare qu'exceptionnelle : il a rendu public l'ensemble de la correspondance juridique échangée et a dit « Que le public juge ». Mieux, dans sa dernière réponse, après avoir répondu aux arguments juridiques des rabbins de Jérusalem, il termine en citant un texte terrible du Rabbi Haïm de Volozhin qui parle « de ceux qui sont sages pour faire le mal »!

Ces polémiques débordent largement du pays ; celle sur l'année sabbatique devient un débat halakhique mondial.
Le Rav Kook fonde à Jaffa sa yeshiva, toute petite par le nombre de ses  élèves, moins de 20, mais grande par ses ambitions. Le Rav  établit le programme et le style d'étude de sa yeshiva ; sa principale ambition est d'en faire une yeshiva universelle, la yeshiva centrale mondiale du peuple juif.

Le Rav Kook a deux objectifs pour l'enseignement :

1. Il veut retrouver le souffle et l'inspiration de la Torah et il décide - ce qui est révolutionnaire - que le Talmud ne sera plus la seule matière enseignée publiquement.

Il ajoute à l'enseignement la philosophie juive et ne se contente pas de donner des cours de droit talmudique mais donne aussi des cours sur l'intériorité de la Torah.
 
Notamment, il instaure un cours régulier sur le Kouzari, ouvrage central de la pensée juive médiévale. Dans une lettre, le Rav Kook décrit sa façon de mener cet enseignement : il le mène comme celui du Talmud, de façon dialectique ; il présente les doctrines de Rabbi Yehuda haLévy dans leur cohérence interne, puis les confronte aux autres options au sein de la tradition.

Cette forme d'enseignement est révolutionnaire car jusqu'alors, elle était réservée à une très rare élite et ne faisait en aucun cas partie du cursus normal du commun des étudiants au sein d'une yeshiva.

Révolutionnaire aussi est le fait d’exposer oralement dans la yeshiva des problématiques issues de la kabbala.
Le Rav Kook propose aussi une étude sérieuse des haggadoth, ce qui est nouveau ; il remet au centre de l'étude le Talmud de Jérusalem et pas seulement celui de Babylone.

2. Le deuxième objectif du Rav Kook est de favoriser la formation et l'apparition d'un nouveau type de rabbin qui soit à même de servir la nouvelle population juive qui est en train de s'implanter en Palestine. Cette nouvelle génération de Juifs veut vivre dans la modernité, travailler et non consacrer sa vie entière à l'étude et à la prière en vivant d'aumônes, d'où la nécessité de lui proposer un nouveau type de rabbin, si on ne veut pas la voir abandonner la religion. Pour le Rav Kook, il faut sanctifier le profane et non l 'éliminer.

Le Rav Kook est donc favorable à l'évolution mais cela ne l'empêche pas d'être, d'un autre côté, contre la réforme de l'enseignement dans les yeshivoth de Jérusalem, car dit-il, « de là, on est sûr que sortent des Juifs »!
À cette époque, la petite ville Jaffa est le creuset des idées nouvelles développées par les nouveaux intellectuels hébraïques, laïques et athées, qui cependant écoutent la parole du Rav Kook qui est en contact personnel avec toute cette intelligentsia. Ainsi, Ben Yehuda, le grand lexicologue qui a renouvelé l'hébreu pour en faire une langue vivante, fait appel au Rav Kook pour ses travaux.

Le Rav Kook a aussi une activité publique ; il écrit des proclamations sur divers sujets qu'il fait afficher.
En 1913, se tient la première tournée rabbinique composée des rabbins de Jérusalem et du rav Kook dans les villages agricoles environnant Jaffa et en Galilée. Cette tournée dure un mois et fait grande impression.
Pour la première fois depuis des siècles les Juifs peuvent travailler la terre de leurs mains et s'en nourrir, et qui plus est en Terre Sainte.

Cette rencontre fraternelle avec les grandes autorités rabbiniques marque les esprits des paysans bien qu'ils ne soient pas eux-mêmes très religieux ; elle sera relatée dans un ouvrage.

À cette époque, le sionisme est loin de faire l'unanimité chez les Juifs qui sont très peu nombreux à monter en Terre Sainte, 35 000 entre 1882 et 1903, 40 000 entre 1904 et 1914, alors qu'il y a 10 millions de juifs dans le monde ; et ceux qui les soutiennent par des fonds ou de la propagande sont une faction minoritaire.

Les sionistes sont donc très minoritaires et souvent considérés comme des illuminés. Mais pour le Rav Kook, il n’y a aucun doute : le sionisme est l'avenir, il initie la Rédemption annoncée par les Prophètes.

### Période de la Première Guerre
En 1914, le rav Kook décide de se rendre en Europe pour participer au Congrès fondateur de l'Agoudat Israel qui veut constituer un parti juif orthodoxe international.

Le Rav est invité à participer aux instances dirigeantes pour créer ce mouvement et il accepte après beaucoup d'hésitations, dans l'espoir de rapprocher ce mouvement de l'entreprise sioniste.

Mais un mois après l'arrivée du Rav Kook en Europe, la guerre éclate et cet événement empêche la tenue du congrès.
Pour cette raison aussi, le Rav Kook est bloqué en Suisse et il passe un an à Saint Gall.

Pendant ce laps de temps, le Rav essaie de récolter des fonds pour les Juifs d’Israël et il étudie avec son fils.
Le fait le plus important de cette période est la rencontre du rav avec celui qui deviendra l'un de ses principaux disciples, David haCohen, dit le Nazir, jeune homme exceptionnel qui refuse de parler toute autre langue que l'hébreu.
David haCohen est issu du cœur de l'establishment du rabbinisme de l'Europe de l'Est : son père est le rabbin de Radin, où le jeune David a étudié sous la houlette du Hafetz Haïm. Il a été initié à la kabbala par l'un des sages retenus dans un camp de sujets ennemis en Allemagne au début de la guerre. Il étudie la philosophie à l'université de Bâle.
Il ne quittera plus le Rav Kook et jouera un très grand rôle dans l'édition et la diffusion de son œuvre.

Lui-même écrit une œuvre importante parmi laquelle La Voie de la prophétie, histoire philosophante de toute la philosophie juive et de la kabbala, mises en relation avec la philosophie occidentale.
En 1916, la communauté orthodoxe Machzickei haDat de Londres propose à Kook de devenir son rabbin. Le Rav accepte à condition qu'il puisse rentrer en terre d'Israël dès que la situation politique le permettra.

À Londres, le Rav s'occupe à établir et soutenir des yeshivoth et use de son influence pour empêcher le gouvernement britannique d'expulser les réfugiés juifs.

Il mène une polémique publique très virulente contre les « Anglais de confession israélite » qui nient la dimension nationale du judaïsme, combattent le sionisme et essaient d'influencer le gouvernement britannique pour empêcher la proclamation de la déclaration Balfour.
À la suite d'une lettre ouverte que le Rav Kook fait afficher dans toutes les synagogues de Grande-Bretagne, le gouvernement britannique reçoit un très grand nombre de lettres de protestation émanant de toutes les communautés juives de Grande-Bretagne rappelant que la religion d'Israël est indissociablement liée à la nationalité israélite et à la terre d'Israël.

Cette action du rav va apporter un très important soutien à tous les partisans de la Déclaration Balfour et a influencé sa proclamation.
Pendant la période des discussions au Parlement sur l'opportunité de la déclaration Balfour, certains députés mentionnent les réticences des juifs assimilés selon lesquels cette déclaration est contraire à l'esprit de la religion juive, à quoi le député Kiley rétorque « A qui devons-nous nous en remettre pour évaluer l'aspect religieux de la question ? À Lord Montagu qui mange du porc avec nous ou bien au rabbin de la synagogue Machzikei haDat, le Rav Kook ? ».
En 1918, le rav Kook se rend aux États-Unis, ce qui lui permet de récolter des fonds et d'établir des soutiens pour son grand projet d'une yeshiva centrale en Eretṣ Yisrael.

### Période de Jérusalem
À la fin de la guerre, le Rav Kook peut enfin rentrer en terre d'Israël et en 1919, il est nommé rabbin de Jérusalem.
Il établit ensuite l'institution du grand-rabbinat en Israël et devient en 1921 le premier grand-rabbin ashkénaze de Eretz Yisrael.
À partir de cette époque et jusqu'à sa mort, le Rav Kook écrit moins de textes philosophiques ; il se consacre principalement à l'écriture d'un commentaire halakhique sur le Talmud (הלכה ברורה) et à l'action publique.
Malgré sa sympathie pour le mouvement Mizrahi (parti religieux sioniste) et le fait qu'il considère ses membres comme des alliés, il émet de nombreuses critiques à son encontre. En effet selon lui, le Mizrahi fait trop de compromis avec le mouvement sioniste laïque ; il  ne combat pas assez l'idée de ces laïques selon laquelle le nationalisme juif n'a rien à voir avec la Torah (la religion étant l'affaire privée de chaque individu). Le Rav reproche aussi au Mizrahi de ne pas être assez pointilleux dans le respect de la halakha.
En 1918, après 15 années d'action politique, le Rav Kook entreprend de fonder un mouvement qui devait s'appeler Deguel Yéroushalaïm (l'étendard de Jérusalem). Ce mouvement devait rassembler tous les juifs observants soutenant l'entreprise sioniste. Ce mouvement avait pour but de défendre l'idée selon laquelle « l'appartenance du peuple d'Israël à sa terre découle d'une source divine ». Le rav souhaitait que puissent adhérer à ce mouvement aussi bien des adhérents du parti Agoudat Israël que des adhérents du Mizrahi, les uns et les autres restant cependant membres de leur parti d'origine. Grâce à l'aide de ses proches disciples, le Rav Harlap, le rav David haCohen et à celle de son fils, des sections sont ouvertes en Israël, en Suisse, aux Pays-Bas, en Angleterre et aux États-Unis. Ce mouvement était principalement fondé sur la personnalité charismatique du Rav Kook et pour assurer sa réussite le rav aurait dû rester en Europe. Sa volonté de revenir en terre d'Israël, son incapacité à se mesurer avec les nécessités inhérentes à la fondation d'un mouvement politique et l'opposition des autres partis religieux, peuvent expliquer l'échec du mouvement. Il ne connut pas le succès et disparut très rapidement du paysage politique sioniste.
Pendant l'été 1923, le Rav Kook recrute les deux premiers élèves de ce qui deviendra sa yeshiva;  la majorité des élèves arrivera quant à elle en 1924 et montera jusqu'à 70 ou 80. Il lui donne pour nom « La Yeshiva Centrale Mondiale », mais elle sera connue sous le nom de Merkaz haRav (le Centre du Rav), cette dénomination témoignant du charisme du Rav. Les nouveautés essentielles de l'enseignement dans la yeshiva du Rav sont de deux ordres : la seule langue utilisée dans la yeshiva est l'hébreu ; on y étudie toutes les sources de la philosophie et de la pensée juives.
Le Rav confie la rédaction du programme d'étude à son disciple David haCohen; aux études talmudiques traditionnelles s'ajoutent l'étude de la Bible, celle de la philosophie et celle des sciences.

Au-delà de son enseignement, le Rav incite ses étudiants à prendre des responsabilités au sein de la collectivité ; il les pousse à devenir rabbins, enseignants ou personnages publics dans différents domaines. Son action est là couronnée de succès. Ses élèves se sont dispersés dans le pays pour y exercer des responsabilités au sein de la société.
En sa qualité d'homme public, le Rav Kook réagit aux décisions et aux actions des Britanniques, et il est connu pour son inflexibilité face au gouvernement mandataire. Ainsi, lorsque les Britanniques, par un retournement d'alliance, veulent donner droit aux revendications arabes sur le Mur Occidental de Jérusalem, le Rav oppose un refus absolu à la délégation des chefs des institutions sionistes, qui lui demande, dans un souci de conciliation, de renoncer à la propriété du mur pour les Juifs et que ceux-ci se contentent d'avoir le droit d'y prier.

De même, il prend publiquement position dans l'affaire du meurtre de Haïm Arlozoroff, dirigeant de la gauche sioniste et bête noire de la droite. Deux jeunes militants de droite sont accusés du meurtre et risquent d'être condamnés à mort par les Britanniques. Mais le rav est convaincu de leur innocence et mène une action publique extrêmement vigoureuse pour les sauver, au prix de sa popularité auprès de la gauche.
C'est la dernière action publique du Rav qui décède d'un cancer le 1er septembre 1935 à l'âge de 70 ans. Il est enterré au cimetière du Mont des Oliviers.

## Évaluation de son influence sur le sionisme
Son acceptation du poste de grand-rabbin d'Israël montre son accord avec les principes du sionisme religieux. À son poste, il va user de son prestige pour renforcer le courant sioniste religieux au sein du judaïsme orthodoxe en Palestine mandataire et dans le monde.
En 1912, les orthodoxes « modernes » (sauf les sionistes Mizrahi) et les ultra-orthodoxes avaient créé ensemble le parti Agoudat Israël, très hostile au sionisme. En 1948, après la création d’Israël, pratiquement tous les orthodoxes « modernes » sont devenus plus ou moins favorables au sionisme. Cette évolution est en partie le fruit des événements (shoah, création d’Israël), mais elle est aussi pour une bonne part due à l’engagement et au prestige du rav Kook.
Cependant, l’attitude du Rav Kook à l’égard du parti Mizrahi en particulier et du sionisme en général n’est pas exempte de critiques. Le Rav Kook était particulièrement inquiet de l’influence des juifs laïcs sur l’avenir du judaïsme, et doutait de la capacité du Mizrahi à y répondre.
Yoram Hazony : « Le Rav Kook était parfaitement conscient que l'État juif qui allait se créer en Palestine serait rempli d'un matérialisme corrosif… Il chercha à parer à cette menace par une institution qui créerait en Palestine un savoir juif rajeuni… Lorsqu'il mourut en 1935, il laissa à ses élèves une vaste collection… le premier système philosophique original qu'ait produit la Palestine juive… Ce fut (sa) théorie – selon laquelle le matérialisme était une étape nécessaire sur la voie de la délivrance – qui servit de base à ce qui devint par la suite la sanctification du matérialisme sioniste travailliste de la part du courant "national-religieux" au sein du sionisme. » 
Au-delà de sa capacité à légitimer le sionisme au sein d’un judaïsme orthodoxe au départ très réticent, le Rav Kook va aussi orienter l’idéologie du sionisme religieux dans un sens plus messianique. Pour le Rav Kook, la rédemption du peuple juif est en marche, et les sionistes, même athées, sont porteurs de bribes de cette rédemption, parfois à leur corps défendant. C’est la reconstitution d’une vie juive autonome en Palestine qui permet et annonce le retour des juifs de leur exil, puis leur retour à la pratique religieuse, et à terme la venue du Messie. Le sionisme est donc un outil dans le schéma de Dieu pour l’avènement des temps messianiques.
L’influence du Rav Kook sur le développement du sionisme religieux est quadruple :
- Il a renforcé l’adhésion au sionisme dans les courants juifs orthodoxes (mais pas chez les haredim ultra-orthodoxes).
- Il l’a orienté dans un sens messianique, posant la venue du messie comme conséquence du sionisme.
- Il a lié la terre d’Israël et le salut religieux (et pas seulement national) du peuple juif.
- Par les deux dernières évolutions, il a posé les bases idéologiques de l’évolution ultérieure et ultra-nationaliste d’une fraction importante du sionisme religieux, même si lui-même n’est pas directement responsable de cette interprétation.